# Jan Willem Pieneman
Jan Willem Pieneman (Abcoude, 4 november 1779 – Amsterdam, 8 april 1853) was een Nederlandse kunstenaar die beschouwd moet worden als de grondlegger van de 19e-eeuwse schilderkunst. Hij brak met de gewoonte 17e-eeuwse schilders te kopiëren.

## Biografie

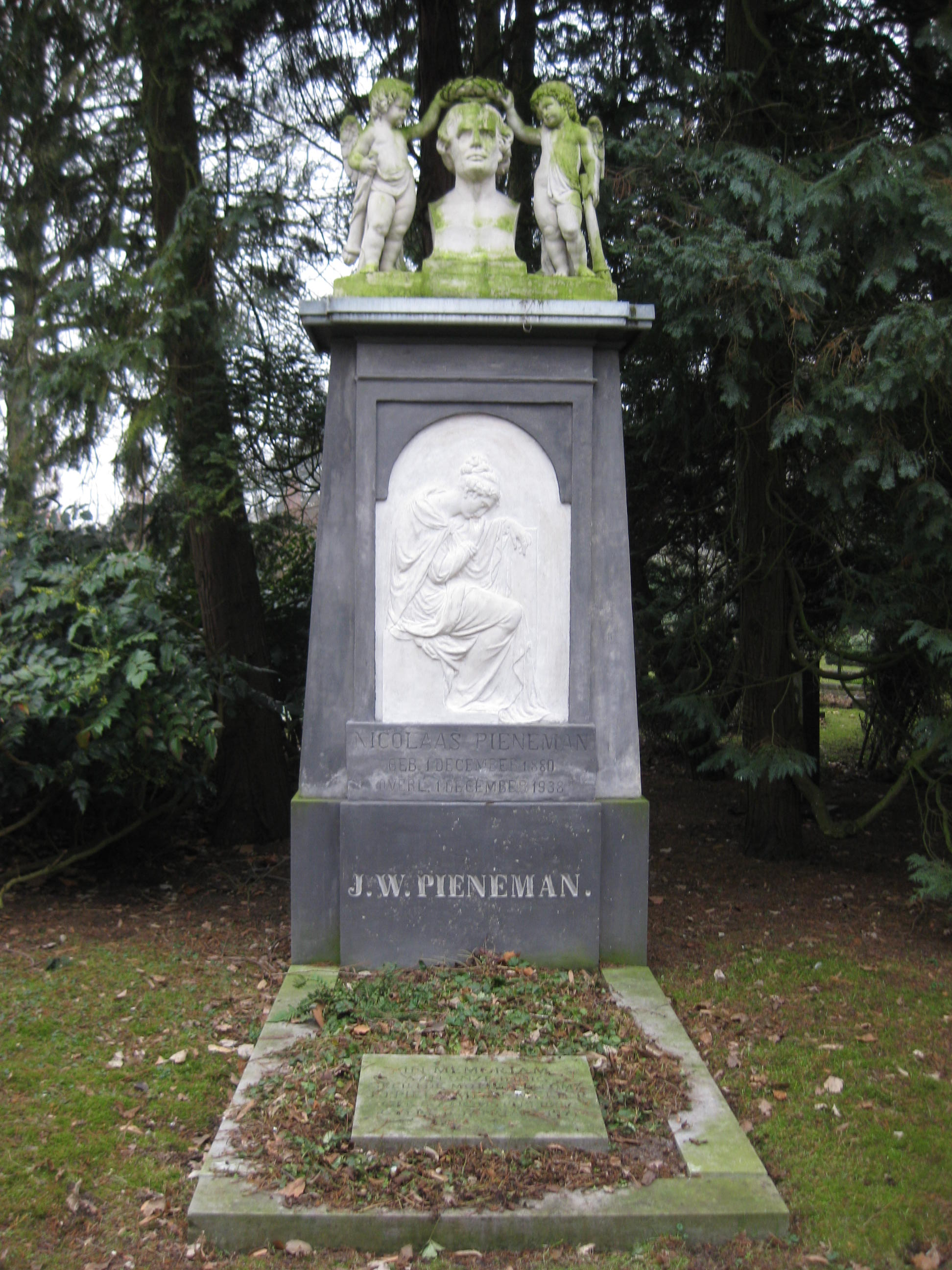
Grafmonument van Jan Willem Pieneman

Pieneman werd aanvankelijk als koopman opgeleid maar deed ook een opleiding aan de Amsterdamse Stadstekenacademie. In 1805 werd hij aangesteld als tekenleraar aan de artillerie- en ingenieurs-opleiding in Amersfoort. In 1816 werd hij benoemd tot onderdirecteur van het na de Slag bij Waterloo heropende Koninklijk Kabinet van Schilderijen in Den Haag. Van 1820 tot aan zijn overlijden in 1853 was hij directeur van de Koninklijke Academie voor Schone Kunsten in Amsterdam.
Van 1844 tot 1847 was hij daarnaast directeur van het toen in het Trippenhuis gevestigde Rijksmuseum. Hij wordt gezien als organisator en leraar van een groep jonge kunstenaars, waaronder Jozef Israëls. Hij is begraven in Amsterdam op begraafplaats De Nieuwe Ooster.
Pienemans zoon Nicolaas Pieneman (1809-1860) werd ook een bekende kunstenaar.

## Werken
Pieneman werd bekend met schilderijen waarop afbeeldingen uit de geschiedenis van Nederland zijn weergegeven. Zijn roem heeft hij te danken aan een schilderij dat hij tussen 1817 en 1818 voor de grote zaal van paleis Soestdijk maakte: De heldenmoed van de prins van Oranje bij Quatre-bras op 15 juni 1815. Hierop volgde in 1824 De Slag bij Waterloo. Om de hertog van Wellington te schilderen reisde hij herhaaldelijk naar Engeland. Uit deze tijd dateren veel portretten.

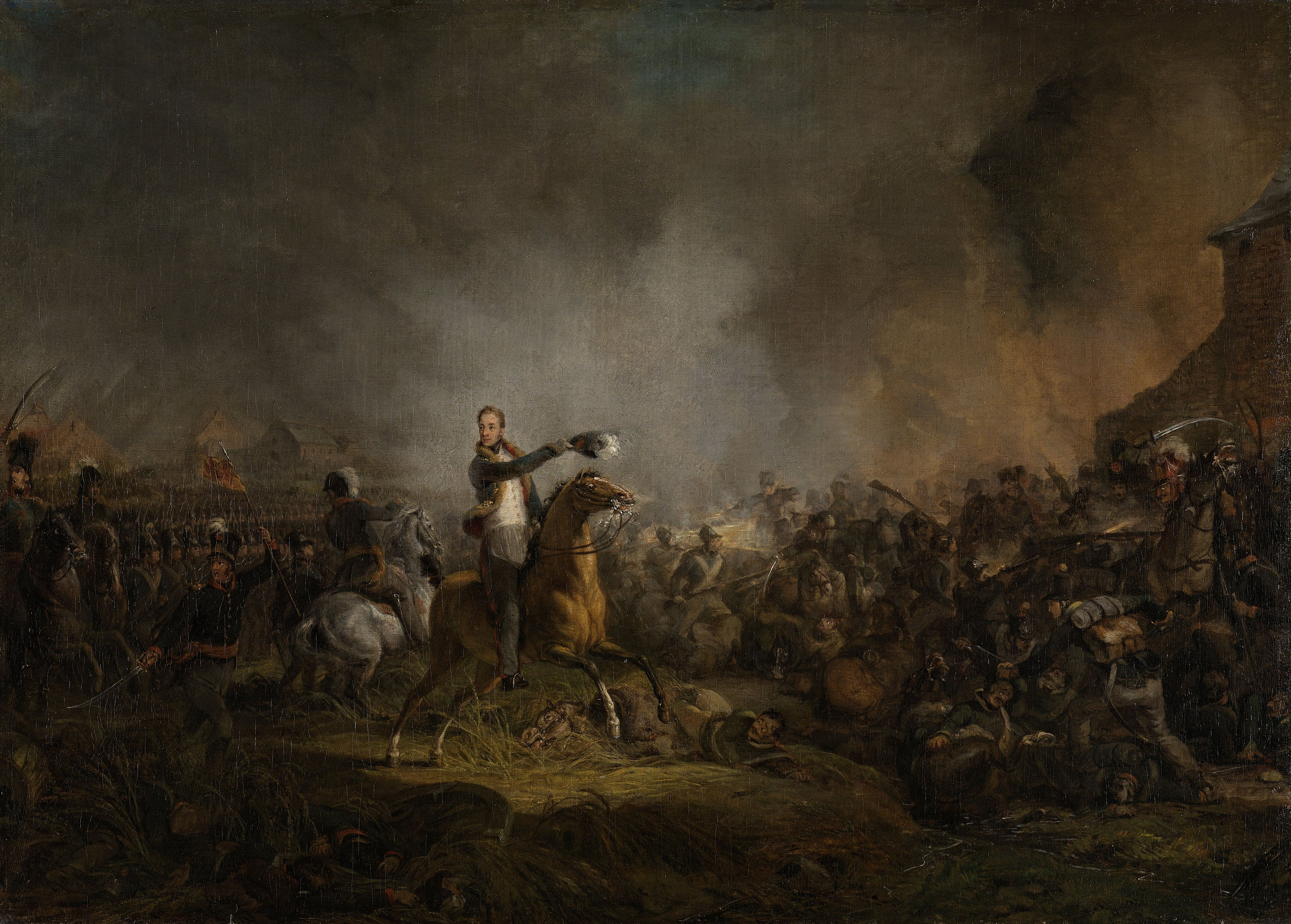
De prins van Oranje bij Quatre Bras (schets). Ca. 1817. Olieverf op doek, 54 x 77 cm. Amsterdam, Rijksmuseum.
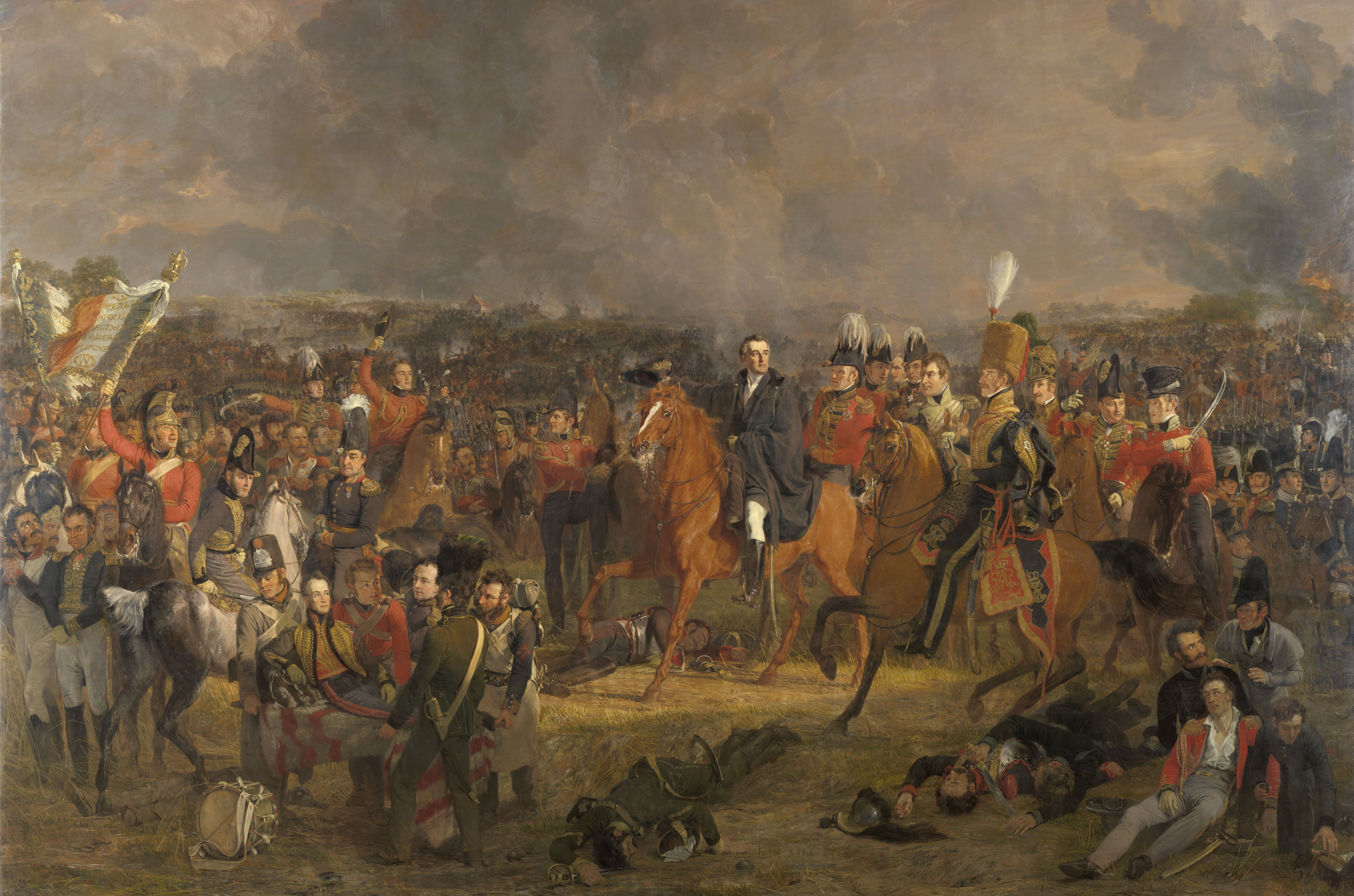
De Slag bij Waterloo. 1824. Olieverf op doek, 576 x 836 cm. Amsterdam, Rijksmuseum.
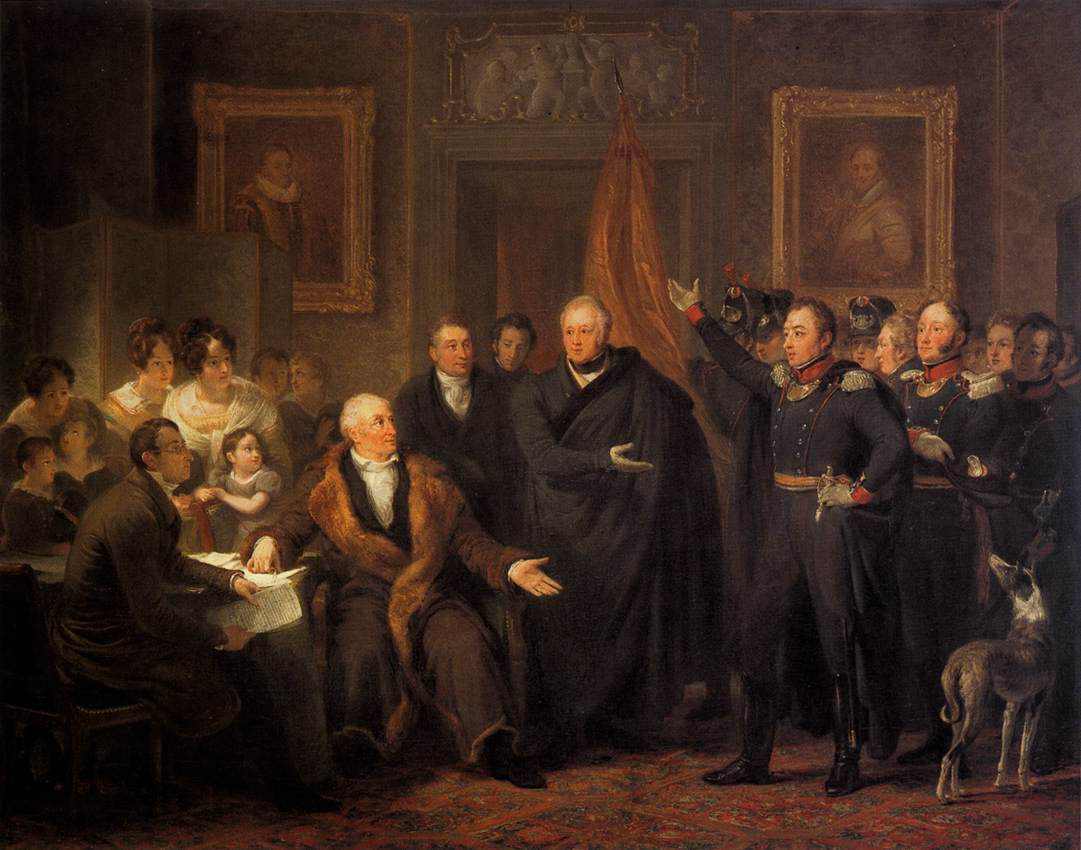
De aanvaarding van het Hoog Bewind. Ca. 1828. Olieverf op doek, 70 x 86,5 cm. Amsterdam, Rijksmuseum.
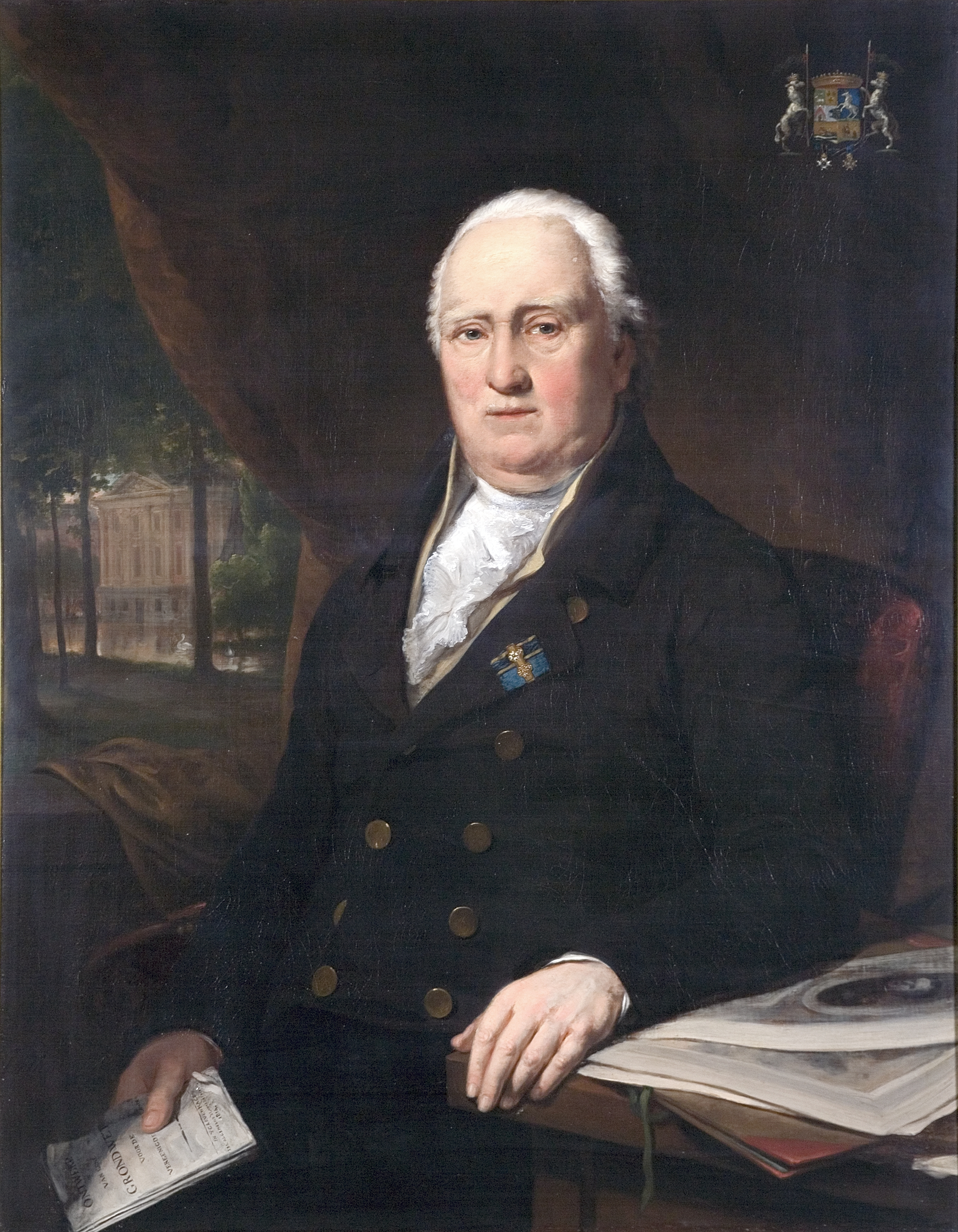
Apollonius Jan Cornelis Lampsins van Swieten 1814 Olieverf op doek 127 X 102 Zeeuws maritiem muZEEum
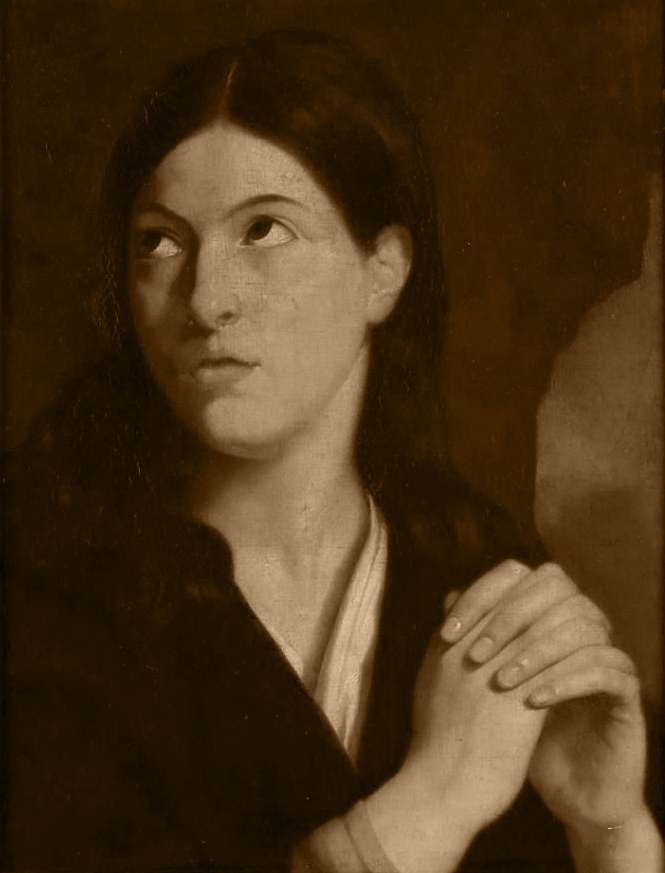
Portet van een biddende vrouw - Olieverf op doek op paneel. Particuliere collectie Nederland.
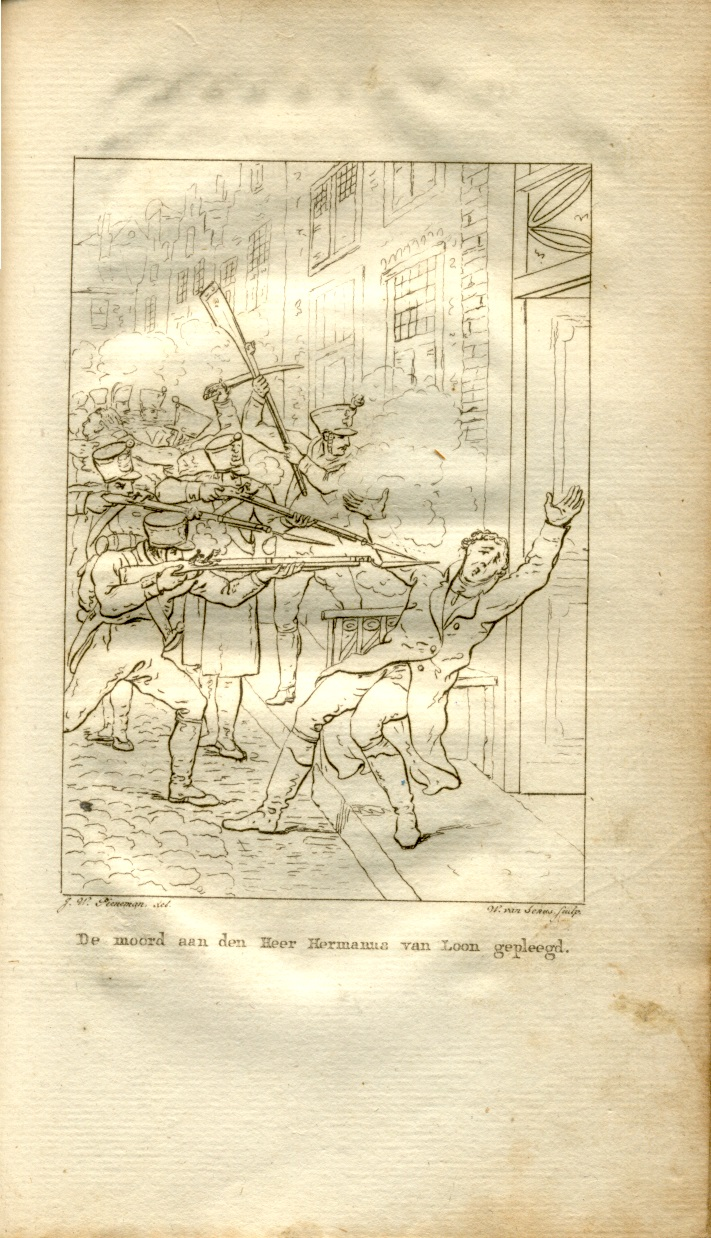
Afbeelding uit boek Woerden in Slagtmaand MDCCCXIII (over de Ramp van Woerden) van Jan Meulman (1814) p. 113, etser W. van Senus
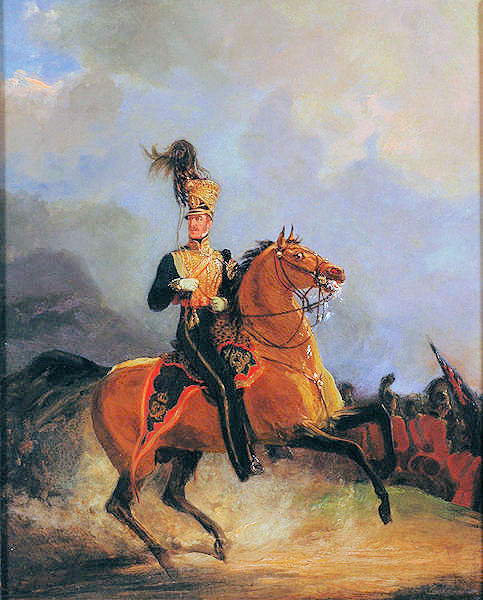
Schilderij van graaf Uxbridge bij de Slag bij Waterloo.
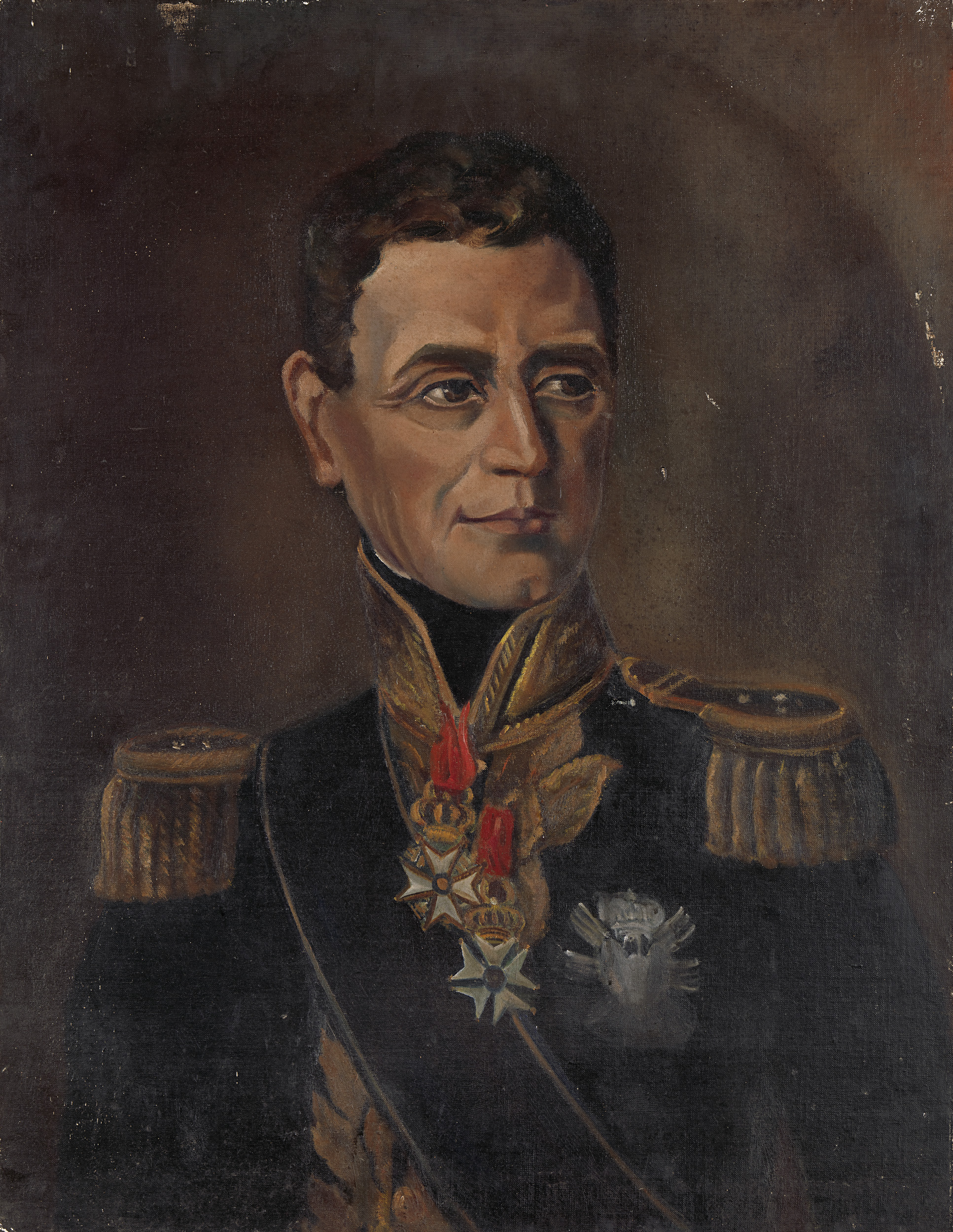
Jonkheer Jan Willem Janssens (1762-1838). Gouverneur-generaal (1811-12), Ca 1815 - 1900.